# Jeremy Palmer-Tomkinson
Jeremy James Palmer-Tomkinson (* 4. November 1943 in Henley-on-Thames) ist ein ehemaliger britischer Skirennläufer und Rennrodler.

## Karriere
Palmer-Tomkinson nahm in den 1960er Jahren an einigen internationalen Skirennen teil. So gewann er am 10. März 1968 in Méribel mit Rang 9 im Riesenslalom zum ersten und einzigen Mal Weltcuppunkte. Auch an internationalen Großereignissen nahm er als Skirennläufer teil. So belegte er 1968 bei den Olympischen Winterspielen in Grenoble Platz 25 in der Abfahrt, sowie Rang 15 Alpinen Kombination, welche allerdings nur als Weltmeisterschaft gewertet wurde.
In den 1970er Jahren wendete sich Palmer-Tomkinson dem Rodelsport zu. So nahm er zwischen 1974 und 1980 an fünf Weltmeisterschaften teil, wobei er sein bestes Ergebnis bei den Olympischen Winterspielen 1980 in Lake Placid mit Rang 15 im Einsitzer erzielte. Diese zählten nämlich zugleich als Weltmeisterschaften. Im Doppelsitzer erreichte er zusammen mit John Denby den 19. Platz.

## Privates
Palmer-Tomikson stammte aus einer bekannten Familie. Sein Großvater James Edward war um die Jahrhundertwende ein bekannter Cricketspieler. Sein Urgroßvater James war Politiker der Liberal Party, sein Ururgroßvater William Tomkinson ein bekannter Offizier während des Sommerfeldzugs von 1815.
Sein Vater James sowie sein Bruder Charles nahmen ebenfalls als Skirennläufer an Olympischen Winterspielen teil. Die Schriftstellerin Santa Montefiore ist Nichte, genauso wie das It-Girl Tara Palmer-Tomkinson.

## Erfolge

### Ski Alpin

#### Olympische Winterspiele
- Grenoble 1968: 25. Abfahrt, 30. Slalom, 35. Riesenslalom

#### Weltmeisterschaften
- Portillo 1966: 24. Alpine Kombination[5], 38. Riesenslalom[6], DNQ Slalom[7]
- Grenoble 1968: 15. Alpine Kombination[8], 25. Abfahrt, 30. Slalom, 35. Riesenslalom

#### Weltcup
- Eine Platzierung unter den besten 10

### Rennrodeln

#### Olympische Winterspiele
- Sapporo 1972: 20. Doppelsitzer, 40. Einsitzer
- Innsbruck 1976: 20. Doppelsitzer, 30. Einsitzer
- Lake Placid 1980: 15. Einsitzer, 19. Doppelsitzer

#### Weltmeisterschaften
- Königssee 1974: 49. Einsitzer
- Hammarstrand 1975: 40. Einsitzer
- Innsbruck-Igls 1977: 22. Einsitzer
- Königssee 1979: DNF Einsitzer
- Lake Placid 1980: 15. Einsitzer, 19. Doppelsitzer